# Denise Rifai
Denise Rifai (n. 26 septembrie 1985, București, România) este o prezentatoare de televiziune din România.

## Carieră
Rifai a absolvit Academia de Studii Economice din București și Facultatea de Limbi Străine, Secția Engleză – Arabă.
Rifai este moderatoarea emisiunii 40 de întrebări cu Denise Rifai de la Kanal D. Ea este recunoscută pentru disensiunile pe care le-a avut chiar în timpul emisiunilor, cu anumiți invitați, cu precădere din domeniul politic.